# دان مارتن (دراج)
دان مارتن (بالإنجليزية: Daniel Martin)‏ مواليد 20 أغسطس 1986 في برمنغهام، المملكة المتحدة، هو دراج بريطاني في صنف سباق الدراجات على الطريق. شارك في دورة الألعاب الأولمبية الصيفية.

## التصنيف
| السنة     | 2009 | 2010 | 2011 | 2012 | 2013 | 2014 | 2015 | 2016 | 2017 | 2018 | 2019 | 2020 | 2021 |
| --------- | ---- | ---- | ---- | ---- | ---- | ---- | ---- | ---- | ---- | ---- | ---- | ---- | ---- |
| العالم    | 35   | 49   |      |      |      |      |      |      |      |      |      |      |      |
| العالم    |      |      | 8    | 16   | 6    | 9    | 51   | 10   | 8    | 32   |      |      |      |
| عالمي     |      |      |      |      |      |      |      | 29   | 11   | 49   | 88   | 29   | 123  |
| أوروبا    |      |      |      |      |      |      |      | 588  | 220  | 1194 | 72   | 25   | 105  |
| آسيا      |      |      |      |      |      |      |      | 501  | -    | -    |      |      |      |
| أمريكا    |      |      |      |      |      |      |      | 85   | -    | -    |      |      |      |
|           |      |      |      |      |      |      |      |      |      |      |      |      |      |
| مصدر: UCI |      |      |      |      |      |      |      |      |      |      |      |      |      |

## سباقات أو مراحل فاز بها
| التاريخ        | السباق                         | المركز                                                                 |
| -------------- | ------------------------------ | ---------------------------------------------------------------------- |
| 03 سبتمبر 2006 | Tour de la Vallée d'Aoste 2006 |                                                                        |
| 03 يونيو 2007  | 2007 Tour des Pays de Savoie   | الفائز في التصنيف العام                                                |
| 04 أبريل 2008  | روت أديلي 2008                 | السادس في التصنيف العام                                                |
| 22 يونيو 2008  | روتي دو سود 2008               | الفائز في التصنيف العام                                                |
| 15 فبراير 2009 | 2009 تور ميديترانين            |                                                                        |
| 24 مايو 2009   | فولتا كاتالونيا 2009           |                                                                        |
| 17 أكتوبر 2009 | طواف لومبارديا 2009            | الثامن في التصنيف العام                                                |
| 10 أبريل 2010  | طواف إقليم الباسك 2010         | المرتبة 14 في التصنيف العام                                            |
| 07 أغسطس 2010  | طواف بولندا 2010               | الفائز في التصنيف العام                                                |
| 17 أغسطس 2010  | طواف فيرزين 2010               | الفائز في التصنيف العام                                                |
| 09 أكتوبر 2010 | طواف إيميليا 2010              |                                                                        |
| 24 أكتوبر 2010 | كأس اليابان للدراجات 2010      | الفائز في التصنيف العام                                                |
| 27 مارس 2011   | فولتا كاتالونيا 2011           |                                                                        |
| 19 يونيو 2011  | جيرو دي توسكانا 2011           | الفائز في التصنيف العام                                                |
| 01 أكتوبر 2011 | ميموريال ماركو بانتاني 2011    |                                                                        |
| 13 أكتوبر 2012 | طواف بكين 2012                 | الأول في تصنيف الجبال، الرابع في التصنيف العام، السادس في تصنيف النقاط |
| 21 أكتوبر 2012 | كأس اليابان للدراجات 2012      |                                                                        |
| 24 مارس 2013   | فولتا كاتالونيا 2013           | الفائز في التصنيف العام                                                |
| 21 أبريل 2013  | لييج-باستون-لييج 2013          | الفائز في التصنيف العام                                                |
| 05 أكتوبر 2014 | طواف لومبارديا 2014            | الفائز في التصنيف العام                                                |

## روابط خارجية
- دانيال مارتن على موقع الاتحاد الدولي للدراجات (الإنجليزية)
- دانيال مارتن على موقع أرشيف الدراجات (الإنجليزية)
- دانيال مارتن على موقع إحصائيات الدراجات الإحترافية (الإنجليزية)
- دانيال مارتن على موقع نسبة الدراجات (الإنجليزية)
- دانيال مارتن على موقع CycleBase (الإنجليزية)
- دانيال مارتن على موقع اللجنة الأولمبية الدولية (الإنجليزية)
- دانيال مارتن على موقع أوليمبيديا (الإنجليزية)
- دانيال مارتن على موقع اللجنة الأولمبية الأيرلندية (الإنجليزية)